# Obi Worldphone
Obi Worldphone, tidligere Obi Mobiles, er en smartphone fra en Silicon Valley baseret fabrikant lavet i 2014, af den tidligere administrerende direktør for Apple Inc. og PepsiCo CEO, John Sculley. Obi Worldphone fremstiller smartphones retter mod de fremspirende markeder, i stedet for det mere konkurrencedygtige og allerede udviklede markeder.